# Indice de Torg et Pavlov

Radiographie de profil du cou d’un homme de 20 ans montrant les vertèbres cervicales (de la 2e à la 6e) et les principales lignes de repères anatomiques (en anglais). Le calcul de l’indice de Torg et Pavlov est expliqué dans le texte à partir de ces lignes.

L'indice de Torg et Pavlov est le ratio entre le diamètre sagittal du canal cervical et le diamètre sagittal d’un corps vertébral mesuré au niveau de la même vertèbre cervicale.
Cet indice est très utilisé en traumatologie du cou, en particulier dans les sports de contact, pour évaluer le risque de gravité d’un traumatisme d’apparence bénin sur une moelle épinière à l’étroit dans le canal cervical.

## Calcul
À partir d’une radiographie strictement latérale du rachis cervical il s’agit de prendre 2 mesures et d’en faire le ratio. D’abord mesurer le diamètre de profil du canal cervical au niveau d’une vertèbre cervicale (parmi C3 à C6) puis celui du corps de la vertèbre correspondante et d’en faire le rapport qui est normalement de 0,95 +/_ 0,1.
Sur l’image de droite il s’agit des repères suivants. Le diamètre sagittal du canal cervical correspond à peu près à la distance entre les lignes jaune et verte, tandis que le diamètre sagittal du corps vertébral correspondant est à peu près la distance entre les lignes rose et jaune.

## Valeurs seuils
Le seuil de l’indice retenu, varie selon qu’il s’agit, comme pour les inventeurs, de qualifier le risque d’évolution grave d’un traumatisme cervical chez un sportif, ou de diagnostiquer une compression de moelle épinière déjà installée (syndrome du canal cervical étroit). De plus l’indice varie significativement selon l’âge et le sexe.
Un ratio inférieur à 0,8 indique une compression significative de la moelle et un risque accru de blessure neurologique.

## Intérêt
Au milieu des années 1980, J.S.Torg et son équipe s’intéressent aux traumatismes cervicaux des footballeurs américains. Ils sont les premiers à mettre en évidence le lien entre des aspects particuliers de la morphologie du rachis cervical et un risque, majoré ou non, de conséquences médullaires graves pour un traumatisme cervical. C’est alors qu’ils proposent leur indice.
En pratique ils cherchaient à comprendre pourquoi devant un traumatisme en apparence peu ou moyennement important du cou (par exemple coup du lapin direct) certains sportifs pouvaient présenter des complications graves allant jusqu’à la tétraplégie alors que d’autres ne présentaient que des douleurs transitoires.
En comparant des séries de sportifs traumatisés avec ou sans complication, ils ont observé que les sujets à risque de complications avaient au préalable un ratio des diamètres canal cervical sur corps vertébral plus faible. Ils ont alors proposé de dépister dans les sports de contact, les sportifs à risque puis de les suivre en carrière et après chaque traumatisme cervical afin de prévenir les évolutions graves de traumatismes cervicaux.
En effet il est apparu que chez ce type de sportif (dont dorénavant les rugbymans professionnels) le diamètre sagittal du corps vertébral croît aux dépens de celui du canal cervical en cours de carrière, augmentant le risque de conséquence grave pour la moelle épinière en cas de traumatisme puisque celle-ci évolue progressivement dans un espace de plus en plus étroit.
Depuis lors l’intérêt de cet indice a été étudié dans d’autres domaines de la pathologie du rachis cervical en utilisant des seuils variés et avec des résultats divers.